# 广州地铁交通发展
广州地铁交通发展有限公司是一家位于中国广东省广州市的企业，为广州地铁集团有限公司全资子公司。公司主要负责经营与有轨电车及其相关产业的业务，同时作为广州地铁集团对外开展服务的经营性平台，向各城市提供轨道交通相关的解决方案。

## 历史
为推进广州市的新型有轨电车项目工作，广州有轨电车有限责任公司于2013年1月30日正式成立，为广州市地下铁道总公司（现广州地铁集团）下属全资子公司。2014年12月通车的广州市海珠环岛新型有轨电车为其负责的首条线路。
此后几年，广州有轨电车公司陆续中标了多个有轨电车的PPP项目。随着公司业务的发展，广州有轨电车公司于2021年2月7日在昆明市成立了昆明分公司，主要负责云南、贵州等西南地区的业务。
2023年1月，广州地铁集团成立广州地铁交通发展有限公司。后陆续将有轨电车公司的业务及对外投资的股份转至该公司，原有轨电车公司的昆明分公司亦改为交通发展公司的西南分公司。

## 参与项目
截至目前，广州地铁交通发展有限公司参与了下列有轨电车项目的运营管理：
| 城市   | 线路（系统）                 | 业主 | 运维单位                                                                                                   | 来源   |
| ------ | ---------------------------- | --- | --- | ------ |
| 广州市 | 海珠有轨电车1号线            | 广州地铁集团有限公司 | 广州地铁交通发展有限公司                                                                                   | [ 6 ]  |
| 广州市 | 黄埔有轨电车1号线            | 广州黄埔区轻铁一号线投资建设有限公司 其中： 广州铁建城市建设投资中心占59.6% 广州开发区交通投资集团占20% 中铁二十二局集团占20% 广州地铁交通发展占2.4% | 广州地铁交通发展有限公司                                                                                   | [ 7 ]  |
| 广州市 | 黄埔有轨电车2号线            | 广州黄埔区轻铁二号线建设投资有限公司 其中： 中铁建投资基金管理占56.6% 广州开发区交通投资集团占20% 中铁二十五局集团占20% 广州地铁交通发展占2.4%       | 广州地铁交通发展有限公司                                                                                   | [ 7 ]  |
| 三亚市 | 三亚有轨电车示范线（T1线）   | 三亚市轨道交通有限公司 其中： 中交海洋投资控股占56.6% 三亚市公共交通集团占27.22% 国开发展基金占20%                                                   | 广州地铁交通发展有限公司                                                                                   | [ 8 ]  |
| 上海市 | 华为练秋湖小火车             | 华为技术有限公司 | 广州地铁交通发展有限公司                                                                                   | [ 9 ]  |
| 昆明市 | 昆明长水国际机场旅客捷运系统 | 昆明长水国际机场有限责任公司 | 广州地铁交通发展有限公司西南分公司                                                                         | [ 10 ] |
| 丽江市 | 丽江城市综合轨道交通1号线    | 丽江雪山轨道交通有限公司 其中： 中国铁建昆仑投资集团占48.64% 中铁二院工程集团占24.5% 中铁八局集团占24.5% 广州地铁交通发展占2%                        | 广州地铁交通发展有限公司西南分公司                                                                         | [ 11 ] |
| 弥勒市 | 弥勒有轨电车一期             | 弥勒市城市轨道交通有限公司 其中： 广东水电二局占52% 弥勒市城市建设投资开发占45.26% 广州地铁交通发展占2.74%                                           | 弥勒市城市轨道交通有限公司 其中： 广东水电二局占52% 弥勒市城市建设投资开发占45.26% 广州地铁交通发展占2.74% | [ 12 ] |

此外，广州地铁集团还组织了交通发展公司的团队进驻重庆轨道四号线建设运营有限公司，参与重庆轨道交通4号线一、二期的运营维护工作，并对其工艺设备采购提供支持。交通发展公司亦为黄石现代有轨电车一期项目提供运维咨询服务:56。
广州有轨电车公司还曾在2017年8月至2023年4月运营东莞市的华为松山湖园区有轨电车。